# آندرس ماندره
آندرس ماندره (استونیایی: Andres Mandre؛ زادهٔ ۲۰ مارس ۱۹۴۴) سیاستمدار و نماینده سابق مجلس اهل استونی است.